# Sundar Pichai
Pichai Sundararajan (n. 10 iunie 1972, India), cunoscut și ca Sundar Pichai, este un inginer indiano-american, actualul director executiv al Alphabet Inc., respectiv Google Inc.